# 神田外語大学
神田外語大学（かんだがいごだいがく、英語: Kanda University of International Studies）は、千葉県千葉市美浜区若葉1-4-1 幕張新都心に本部を置く日本の私立大学。1987年創立、1987年大学設置。大学の略称はKUIS。

## 概観

### 建学の理念
言葉は世界をつなぐ平和の礎（いしずえ）

### 教育および研究
日本の私立大学として数少ない韓国語専門のコースを設置している。

## 沿革

### 年表
- 1987年
  - 4月 神田外語大学（外国語学部英米語学科、中国語学科、スペイン語学科、韓国語学科）を設置。
  - 異文化コミュニケーション研究所移設、言語教育研究所設置。

- 1992年
  - 神田外語大学大学院（大学院言語科学研究科博士前期課程（英語学専攻及び日本語学専攻））を設置。
  - 日本研究所を設置。

- 1994年
  - 大学院言語科学研究科博士後期課程（言語科学専攻）設置。

- 1996年
  - 文部省（当時）よりCenter of Excellence（卓越した研究拠点）に選定される。

- 2000年
  - 留学生別科設置。

- 2001年
  - 外国語学部に国際コミュニケーション学科及び国際言語文化学科（インドネシア語、ベトナム語、タイ語、ブラジル・ポルトガル語専攻）のそれぞれを設置。
  - 英語の自立学習施設 Self-Access Learning Center(SALC)オープン。

- 2003年
  - 文部科学省・平成15年特色ある大学教育支援プログラムに「英語の自立学習支援の新システム」が採択される。
  - 6号館建立。1階はメディアプラザ、2階はSelf-Access Learning Center (SALC)とEnglish Language Institute (ELI)および教室。

- 2007年
  - 開学20周年。
  - 10月20日に東京国際フォーラムにて記念式典開催。
  - 第1回映画字幕翻訳コンクール開催。

- 2008年
  - 国際問題研究所設置。
  - 平成20年度文部科学省「戦略的大学連携支援事業」に千葉大学・敬愛大学・城西国際大学と共に採択される。

- 2009年
  - キャリア教育センターの「学生ポートフォリオのICT管理システム構築によるキャリア支援」が、平成21年度文部科学省「大学教育・学生支援推進事業」（学生支援推進プログラム）に採択される。
  - 児童英語教育研究センター（Center for Teaching English to Children）設置。

- 2012年
  - 4月 外国語学部にアジア言語学科（中国語、韓国語、インドネシア語、ベトナム語、タイ語専攻）及びイベロアメリカ言語学科（スペイン語、ブラジル・ポルトガル語専攻）のそれぞれを設置。
  - グローバル・コミュニケーション研究所、外国語能力開発センターを設置。
  - 文部科学省・平成24年度「グローバル人材育成推進事業」に採択される。
  - 日本貿易振興機構（ジェトロ）アジア経済研究所と連携・協力に関する協定を締結する。

- 2013年
  - ボランティアセンターを設置。

- 2014年
  - 千葉工業大学と大学間包括連携に関する協定締結。

- 2015年
  - 留学を目指す学生のための女子寮オープン。
  - ジェフユナイテッドと、スポーツを通じた人材育成や地域社会の発展を目指し、包括的連携協定を締結。

- 2017年
  - 開学30周年。
  - 学生の英語力アップを図る新施設8号館が完成。Self-Access Learning Center (SALC)及びEnglish Language Institute (ELI)が移転。
  - 第10回 『大学は美味しい!!』 フェアにて、学食の人気タイカレーのレトルト及び純米吟醸酒「神田（SHINDEN）」を出展。

- 2018年
  - 東日本旅客鉄道（JR東日本）と神田外語大学の設置者である佐野学園（本部：東京都千代田区）との間で、外国人観光客対応などで連携協定を締結[3]。

- 2019年
  - 同じ幕張地区に立地するイオンと災害対応で連携協力協定を締結[4]。
  - SDGsの理解深めるワークショップ　金沢工業大と共同開催。
  - オランダで発見された「長崎屋宴会図」を初公開。

- 2020年
  - 国内の複数の高等学校等と高大連携協定を締結。

- 2021年
  - グローバル・リベラルアーツ学部を新設。

## 基礎データ

### キャンパス
- 幕張キャンパス（全学部、大学院博士前期課程日本語学専攻、大学院博士後期課程）
  - 千葉県千葉市美浜区若葉1-4-1
- 東京キャンパス（大学院博士前期課程英語学専攻（MA TESOL Program））
  - 東京都千代田区内神田2-13-13 神田外語学院7号館4F

### 学内施設

#### 幕張キャンパス
- 1号館（3階建て）
  - 教室の他、研究室や大学運営の本部がある。
  - 1階の教室でガラス張りの部屋がある。

- 2号館（3階建て）
  - 建物の真ん中が吹き抜けとなっており、教室の形が三角形になっている。
  - 3階の教室が大学で2番目に大きい。

- 3号館（3階建て）
  - 1階には丸善のコンビニ（売店）がある。
  - 3階には大きな教室が2つある他、コンピュータ室もある。
  - 2階と3階にGLA学部の教室及び研究室がある。

- 4号館（3階建て）
  - 中庭があり、それを囲むように教室と研究室がある。
  - 大学院の研究室が3階にある。
  - また大学で一番大きな400人教室があり、説明会や講演が頻繁に行われる。
  - 学生食堂「ラパス」（1階）及び「バルコーネ」（2階）が設置されている。

- 5号館（2階建て）
  - ミレニアムハウス（通称「ミレ館」）とも呼ばれる。
  - 1階には和室（八風居）、メディカルセンター、舞台装置を有するミレニアムホールがある。
  - ホールではスピーチコンテストや弁論大会、音楽・ダンスサークルの公演、演劇などが行なわれる。
  - 2階にはキャリア教育センターと教室がある。

- 6号館（2階建て）
  - 1階にはメディアプラザ（コンピュータ室）、バーチャルスタジオ（映像スタジオ）、研究室がある。
  - 2階にはボランティアセンターとアカデミックサクセスセンター（初年次教育）、留学生別科の研究室がある。
  - 2017年春から2階にあったSALCと呼ばれる英語自立学習施設は8号館に移設された。

- 7号館（4階建て）
  - 1階には附属図書館[5]がある。蔵書は約20万冊。
  - 2階にはクリスタルホール、MULC[6]（多言語学習施設）と教室がある。
  - 3階にはカフェがある。
  - 4階は屋上であり、出入り可能。MULCは英語以外の言語を学ぶ空間であり、各国の職人が内装を建設した。

- 8号館[7]
  - 2017年4月より、使用開始。
  - コミュニケーション英語を担当するEnglish Language Institute(ELI)と、英語の自立学習施設Self-Access Learning Center(SALC)がある。
  - 授業時間外に語学学習に活用できるコンテンツの他、教室（15室）やカフェも設けられる。

- 体育・スポーツセンター[8]（2階建て）
  - 1階には体育館とトレーニングルームがある。
  - 2階には柔剣道場がある。
  - 野外にはテニスコート、人工芝グラウンド、天然芝グラウンド、ダンススクエア、多目的スペースがある。

##### 学生食堂
幕張キャンパスにある学食は全部で五つ。おしゃれなカフェランチが食べられるKUISカフェ、毎日焼きたてパンが食べられるバルコーネ、アジアの料理が楽しめる「食神」など、バリエーションに富んだレストラン･カフェが揃っている。
- KUISカフェ（7号館3F）
  - 日替わりランチは学生の間で特に評判である。
  - オープンテラスもあり、天気のいい日は青空の下でランチを楽しめる。

- 食神（ダンススクエア前） 
  - 2014年4月、アジアをテーマにした食堂「食神（しょくじん）」として新しく生まれ変わった。
  - 内装にはアジアのセットを置き、中央にステージがある。
  - ハラール対応。
  - 土日に一般開放されており、土曜の夜には学生主体のパフォーマンスがある[9]。※現在休止中。
  - 食だけでなくパフォーマンスも楽しめるスペースとなっている。

- ラパス（4号館1階）
  - 開放的なスペースが広がっており、2Fのバルコーネと合わせると、収容人数は約700名。
  - ランチタイムはもちろん、授業の空き時間や休み時間など、学生たちの憩いの場のひとつとなっている。

- バルコーネ（4号館2階）
  - バルコーネでは、焼きたてのパンを食べることができる。
  - パンは毎日10時～12時半の間に焼き上がり、いいにおいが立ちこめられている。
  - ラインアップが充実している11時半頃が狙いめと言われている。

- 8号館Cafe（8号館1階）
  - 飲み物や軽食が販売されている。
  - 館内で勉強の合間や友達とのカフェタイムが楽しまれている。

### 学生寮
- 津田沼寮KAER（カエル：Kanda Academic English Residence）
  - 寮から大学までは専用送迎バスで約30分。
  - 英語圏への留学を目指す外国語学部英米語学科及び国際コミュニケーション学科のいずれかの学生向けの女子寮である。
  - 「海外留学を成功に導く施設」をコンセプトに、外国人のSupervisor（英語専任講師）と一緒に暮らすことでが英語に寄り親しむのが特徴である。
  - 「早朝英語特別講座」、「Supervisorとの面談」、「プレゼンテーションスキルアップ講座」など、英語能力の向上や異文化への理解を深めるための独自のプログラムが用意されている。
  - 寮生は毎日、「ジャーナル」と呼ばれる英文日誌をつけている。その内容をもとに毎週1回約15分間、一緒に寮に住む英語専任講師との個別相談が行われる。
  - 「感謝祭」など英語圏の文化体験が行われる日もある。

- 幕張本郷国際寮（女子寮）
  - 幕張本郷駅より徒歩7分、大学まで自転車で約15分の場所に位置する。
  - 交換留学生が多数入居している。

- 谷津国際寮
  - 京成線谷津駅より徒歩7分（大学まで電車と徒歩で約40分。）の場所に位置する、ワンルームタイプの学生寮。
  - 「神田外語キッズクラブ」（神田外語グループが運営する子ども英語教室）が1階に併設されている。

- 提携学生寮･学生会館
  - 共立メンテナンス株式会社が運営する寮。ダンスサークルが多い神田外語大学の学生に配慮し、ダンスの練習が可能なダンスルームが設置されている。

## 教育および研究

### 組織

#### 学部
- 外国語学部
  - 英米語学科
  - アジア言語学科
    - 中国語専攻
    - 韓国語専攻
    - インドネシア語専攻
    - ベトナム語専攻
    - タイ語専攻

  - イベロアメリカ言語学科
    - スペイン語専攻
    - ブラジル・ポルトガル語専攻

  - 国際コミュニケーション学科
    - 国際コミュニケーション専攻（IC）
    - 国際ビジネスキャリア専攻（IBC）
- グローバル・リベラルアーツ学部
  - グローバル・リベラルアーツ学科（GLA）

- 2012年以前の学科編成
  - 英米語学科
  - 中国語学科
  - スペイン語学科
  - 韓国語学科
  - 国際コミュニケーション学科
    - 国際コミュニケーション専攻（IC）
    - 国際ビジネスキャリア専攻（IBC）

  - 国際言語文化学科（ILC）
    - インドネシア語専攻
    - ベトナム語専攻
    - タイ語専攻
    - ブラジル・ポルトガル語専攻

#### 大学院
- 言語科学研究科
  - 博士前期課程（修士課程）
    - 英語学専攻（MA TESOL）
    - 日本語学専攻

  - 博士後期課程（博士課程）
    - 言語科学専攻

#### 研究所等
- グローバル・コミュニケーション研究所
- 日本研究所
- 言語教育研究所
  - 言語教育コンサルタントセンター
- 児童英語教育研究センター（CTEC）
- 外国語能力開発センター（FLP）
- English Language Institute（ELI）
- 神田外語大学出版局
- 異文化コミュニケーション研究所（2012年4月1日「グローバル・コミュニケーション研究所」に統合）
- 国際問題研究所（2012年4月1日「グローバル・コミュニケーション研究所」に統合）
- 言語科学研究センター（CLS）（2012年3月閉鎖）
- アカデミックサクセスセンター（ASC）
- グローバル日本語センター
- 教育イノベーション推進センター
- 多言語コミュニケーションセンター
- 学習者オートノミー教育研究所

#### 別科
- 留学生別科

## 学生生活

### フレッシュマンオリエンテーションキャンプ
- 神田外語グループが運営する国際研修センター「ブリティッシュヒルズ (British Hills)」で、新入生オリエンテーションキャンプ（1泊2日）が例年4月に行われている。
- 教員、先輩学生、新入生同士で懇談の機会が設けられ、大学生活を通じて達成すべき目標を設定する。

### ボランティア活動

#### 幕チャリ
- ゼミナール活動から発展した学生主体の「幕張チャリティ・フリーマーケット（通称：幕チャリ）」が毎年5月に行われていた。
- 2005年の開催以来、寄付金・支援金の累計は2,000万円を超え、アジアの人々の自立や震災復興などの持続的支援に活用された[10]。

#### ボランティアセンター
- ボランティアセンターは、『言葉は世界をつなぐ平和の礎』という神田外語大学の理念のもと、学生と社会がつながる様々なボランティアの機会を提供し、社会に貢献できる人材の育成を行うことを目的として2013年（平成25年）に設立された。
- ボランティアセンターのボランティア教育支援とは、ボランティアを提供する側の一方的な奉仕活動（サービス）だけでなく、奉仕活動を通してそれを受ける側から、また活動自体を学ぶ（ラーニング）双方向的要素を含んでいる。
- ボランティアセンターは、学生に対し、ボランティア体験を通じて、国際社会並びに地域社会が抱えている様々な問題やニーズを発見・共有しながら、自ら考え行動する力を養い、学生の自立を促進し、成長する機会を増やしている。
- ボランティアセンターは、ボランティア活動の中から学生が社会に出て必要な能力、
  - 1．自立・主体的な行動力　
  - 2．社会性、幅広い知識・教養
  - 3．大学で学んだ知識を現場で活かす実践力

の向上を目指し、様々なボランティア活動に対する育成・支援を行っている。
- 神田外語大学のボランティアは3つの柱に分類される。
  - 1．スポーツ通訳・国際大会
  - 2．地域貢献・国際交流
  - 3．国際協力・国際開発

### 学園祭
- 学園祭は「浜風祭」と称され、例年10月下旬に開催されている。
- スタンプラリー、各国の民族衣装を着用しての記念撮影、サークルのステージパフォーマンスなどのプログラムに加え、各国の伝統料理など多数の団体が出展する。
- 第36回浜風祭について、2022年10月22日（土）、23日（日）に開催する予定とのことで公表された[11]。

### サークル・クラブ活動
- 1991年に設立されたダンス同好会 Step Inには、在学時の持田将史(s**t kingz)が所属していた。
- 2022年9月10日、国内発信であり世界最大規模のダンスバトルイベント「マイナビDANCEALIVE 2023」のKANTO RIZE予選にて、Stereoが優勝した[12]。
- アメリカンフットボール部
- Kalb al Akrab（ベリーダンス）
- HOA ALOHA（フラダンス）
- 和太鼓サークル 神樂
- MAKE SMILE（ボランティア）
- KUIS トルンアンサンブル（ベトナム民族楽器）
- 弓道部
- Las Bakandas（フラメンコ舞踏部）
- Habitat for Humanity KUIS（ボランティア）

## 交通・アクセス

### 幕張キャンパス
- 海浜幕張駅から徒歩15分又は京成バスで約5分（幕22系統）神田外語大学下車
  - 京成バス時刻表
- 幕張本郷駅から京成バス約8分（幕21・22系統）神田外語大学下車
- 幕張駅から徒歩20分。
- 京成幕張駅から徒歩15分。

### 東京キャンパス
- JR神田駅西口から徒歩2分
- 東京メトロ神田駅1番出口から徒歩3分
- 東京メトロ大手町駅A2出口・淡路町駅A1出口、都営地下鉄小川町駅A1出口から徒歩7分

## 大学関係者と組織

### 大学関係者組織
- 同窓会組織として神田外語大学同窓会がある[13]。
- 相互親睦及び研鑽並びに在学生支援を中心とした母校発展への寄与を目的とする卒業生の英語（外国語）教員のコミュニティ「KANDA Alumni Teachers’ Network(KATN)」が発足する運びとなった[14]。

## 神田外語大学を舞台とした作品
- 『幕張サボテンキャンパス』（みずしな孝之作の4コマ漫画）

## 対外関係

### 国際提携校等
- アメリカ合衆国
  - ミネソタ州立大学ムーアヘッド校、ノースセントラル大学、コンコーディア大学、ダートマス大学、アイオワ大学、フロリダ国際大学、ワッカム・コミュニティ・カレッジ、ハイライン・カレッジ、サザン・メイン大学、トンプキンズ・コートランド・コミュニティ・カレッジ、アワ・レディ・オブ・ザ・レイク大学、マディソン地域工科大学、エドモンズコミュニティカレッジ、カリフォルニア大学ロサンゼルス校（UCLA）
- イギリス
  - セントラル・ランカシャー大学、パースカレッジ
- カナダ
  - アルゴマ大学、フレーザーバレー大学、ケベック大学モントリオール校、ブリティッシュコロンビア大学、トロント大学
- オーストラリア
  - クイーンズランド工科大学、マッコーリー大学
- ニュージーランド
  - オークランド工科大学、オークランド大学
- 中国
  - 上海大学、大連大学、東北師範大学
- 台湾
  - 文藻外語大学、静宜大学、中国文化大学、開南大学、国立台湾師範大学
- 韓国
  - 韓国外国語大学校、蔚山大学校（ウルサン大学校）、慶熙大学校（キョンヒ大学校）、漢陽大学校（ハニャン大学校）、金剛大学校（金剛（クムガン）大学校）、ソウル市立大学、又松大学校（ウソン大学校）、東西大学校（トンソ大学校）
- インドネシア
  - アトマジャヤ大学、リア外国語大学、インドネシア国立芸術大学デンパサール校、マランクセスワラ大学
- ベトナム
  - ベトナム国家大学ホーチミン市人文社会科学大学、ハノイ大学、ハノイ貿易大学
- タイ
  - チエンマイ大学、ブラパー大学
- マレーシア
  - マラヤ大学、UCSIカレッジ
- スペイン
  - バルセロナ自治大学、マドリード自治大学、アリカンテ大学、セビリア大学、アルカラ大学、サンティアゴ・デ・コンポステーラ大学
- メキシコ
  - グアダラハラ大学、グアダラハラ自治大学、プエブラ栄誉州立自治大学、グアナファト大学
- ベネズエラ
  - ロス・アンデス大学
- アルゼンチン
  - ラ・プラタ大学
- ブラジル
  - ジュイス・デ・フォーラ連邦大学、ロンドリーナ州立総合大学、ブラジリア大学
- イタリア
  - ペルージャ外国人大学
- デンマーク
  - オーフス大学
- フィンランド
  - ユヴァスキュラ大学
- スウェーデン
  - ダーラナ大学
- ハンガリー
  - ブダペスト商科大学
- リトアニア
  - ヴィータウタス・マグヌス大学
- キューバ
  - ハバナ大学
- ポルトガル
  - コインブラ大学

### 国内留学協定校
- 京都外国語大学

### 国内単位互換協定
- 放送大学[15]

### 大学間教育連携（ACI）
- 広島文教女子大学
- 崇城大学
- 大阪工業大学
- 追手門学院大学
- 東京外国語大学
- 日本大学工学部
- 千葉工業大学
- 名城大学

### 高大連携

#### 協定締結校
- 神田女学園中学校高等学校（2017年3月14日に協定締結）[16]
- 関東国際高等学校（2020年2月14日に協定締結）[17]
- 東京女子学園高等学校（2020年7月30日に協定締結）[18]
- 八千代松陰高等学校（2020年10月5日に協定締結）[19]
- 東京都立白鴎高等学校附属中学校（2020年10月に協定締結）
- 日本女子体育大学附属二階堂高等学校（2020年11月16日に協定締結）[20]
- 翔凜高等学校（2023年2月15日に協定締結）

#### 連携企画
- 連携授業（東京都立白鴎高等学校附属中学校及び株式会社モリサワ）[21]
- グローバル・イシュー探究講座（市川高等学校）[22]
- 福島県双葉町 ウェルビーイング探究講座（渋谷教育学園幕張高等学校）[23]

## 学部学生数

### 学部入学生数（2022年度）
- 1,012名（編入学者を除く。）
  - 外国語学部931名
  - グローバル・リベラルアーツ学部81名

### 学部在学生数（2022年度）
- 4,170名
  - 外国語学部4,032名
  - グローバル・リベラルアーツ学部138名

## 姉妹校
ニュアンスとして附属学校ではなく併設校だが、同一法人の運営する教育機関として以下の学校がある。なお、神田予備校とは無関係である。
- 神田外語学院
- 神田外語キャリアカレッジ
- 神田外語キッズクラブ

## 関連施設
- ブリティッシュヒルズ

## 公式サイト
- 神田外語グループ
- 神田外語大学
- ウィキメディア・コモンズには、神田外語大学に関するカテゴリがあります。